# Sønderjyllands Radiomuseum
Sønderjyllands Radiomuseum er et museum der udstiller forskellige radioer i Sønderborg på Als. Det blev oprettet bl.a. på baggrund af 100 gamle radioer, som Stig Koefod-Nielsen, der havde radioforretningen Radio Stikoni på Jernbanegade 37 i Sønderborg. Han testamenterede sin forretning til Sønderjyllands Radiomuseum.
Museet blev indviet i oktober 2010.
Stig Koefod-Nielsen døde i 2008, 75 år gammel.
Forretningens værksted, der er ved at blive flyttet til Sønderjyllands Radiomuseum, fremstår som fra starten af 1950'erne til 1970'erne.
Allerede i 1980/1990'erne fremstod Radio Stikoni som et museum, som enhver med interesse for radio og tv skulle se. 
Museet består desuden af 300-400 apparater fra firmaet Radio Sørensen i Tinglev.